# Свети Трифун
Свети Трифун један је од Христових великомученика који je пострадао за хришћанску веру. Српска православна црква Светог Трифуна обележава 14. фебруара по новом, односно 1. фебруара по старом календару. Прославља се као „Дан вина и винара”.

## Живот
Рођен је у селу Кампсади у Фригији, у врло сиромашној породици али веома побожан још од малих ногу. Свети мученик Трифун, био је дете благочестивих родитеља. Као дете време је проводио чувајући гуске.
Црква
Дарован од Бога даром чудотворства и исцељења. За време свог живота исцелио је многе болеснике, истеривао демоне из многих људи и помогао многима који су му се обраћали за помоћ. За време владавине цара Гордијана римским царством, прославио се излечивши цареву кћерку Гордијану.
Гордијана се тешко разболела и пореметила са умом. Многи лекари покушали су да је излече али безуспешно. Када се зли дух јавио из девојке, рекао је да га из ње не може истерати нико други, него једино човек по имену Трифун. Чувши то, цар је позвао све људе са овим именом из царства. Нико није успео да је излечи. Када је дошао ред на младог Трифуна, он је исцелио Гордијану. Цар Гордије богато је наградио Трифуна. Сво богатство младић је на повратку поделио сиромашнима и наставио да чува гуске. Након исцељењем многи примише хришћанску веру.
Када је на римски престо дошао цар Трајан Деције, почели су прогони хришћана, страдање и мучење. Како није желео да се одрекне Христа и своје вере, светом Трифуну су одрубили главу. Погубљен је од стране цара 250. године. Сахрањен је у Кампсади где је и рођен.
Светог Трифуна славе многобројни еснафи, виноградари и механџије.

## Живот Светог Трифуна у Котору
Не зна се тачно када, али мошти Светог Трифуна су из Кампсаде пренете у Цариград oдакле је глава Светог Трифуна донета у Котор у Црквy Светог Трифуна. На олтарској прегради је угравирана 809. година што значи да су мошти донесене заједно са олтарском преградом на коју је уклесана година која датира из Цариграда. Теза да су мошти од 809. године у Котору би тешко опстала, jер је Котор цео страдао од Сарацена (муслиманских пирата) 840. године.
Свети Трифун се поштује у Боки Которској, Дубровнику, Шумадији, Поповом пољу, Барију и осталим градовима југа Италије. Петар I Петровић Његош је добио честицу моштију светог Трифуна од свог пријатеља, которског бискупа (Марк Антун Грегорина), који је био родом из Котора.  Он је то поклонио 1803. године једној цркви у Москви, која је посвећена овом свецу.

## Веровања и обичаји
- На овај дан виноградари излазе у виноград да орежу барем један чокот винове лозе и полију га вином. Верује се да ће грожђе тако добро родити.
- Ако на светог Трифуна пада киша, родиће успешно шљива и биће родна година.
- Уколико дан буде ведар, година ће бити сушна и неродна.

Једно од веровања у народу је, да са овим даном стиже пролеће, да се буди природа и најузвишеније осећање код људи, љубав. У селима Шумадије славе се као заветан дан, јер се сматра да он штити села од града и поплаве. У Поповом пољу нико не ради теже послове.
Према веровању, Свети Трифун је чувар биља и штити га разних штеточина. Обично се њему моле да сачува њиве и винограде од скакаваца, гусеница и других инсеката.

## Галерија
- Катедрала Светог Трипуна, Котор, римокатоличка
- Црква Светог Трифуна у Клинцима, Луштица, православна
- Црква Светог Трипуна у Мрковима, Луштица, римокатоличка
- Црква Светог Трифуна на Топчидерском гробљу, Београд, православна